# 土光瑠璃子
土光 瑠璃子（どこう るりこ、1999年〈平成11年〉10月7日 - ）は、日本のアイドルであり、女性アイドルグループ｢FES☆TIVE｣の元メンバーである。神奈川県出身、血液型はO型である。RIZEプロダクション所属。

## 来歴
2013年 (平成25年) 9月29日、女性アイドルグループ『Tokyo Cheer② Party』の4期生オーディションに合格（応募総数1192名）し、同グループに加入（当時の名義は「土光瑠里子」）。2017年3月31日の解散までメンバーとして活動をした。
その後2018年4月1日、南茉莉花、近藤沙瑛子と共に『FES☆TIVE』のメンバーとして加入。前月末で卒業した坂元由奈から、担当カラーの「赤」を引き継いだ。

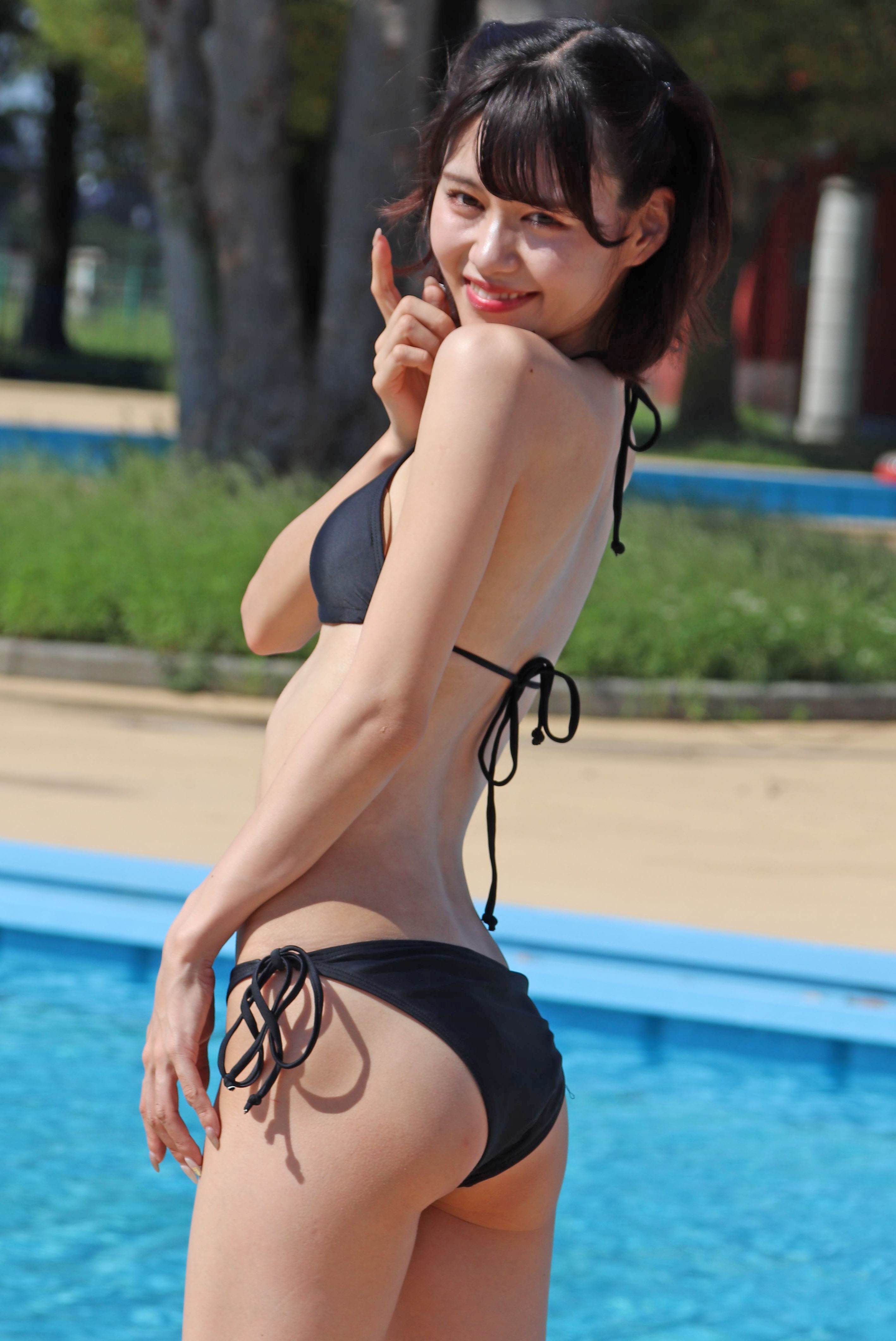
グラビアアイドルとしての土光（2022年撮影）

2019年8月2日～4日にTOKYO IDOL FESTIVALと週刊プレイボーイとのコラボ企画である『ナツ☆イチッ!オーディション』に出場し、ファイナリストまで残った。
2020年10月2日～4日に開催したTOKYO IDOL FESTIVAL オンライン 2020と週刊SPA!とのコラボ企画『第3回水着でアイドル頂上決戦』に、週刊SPA!にてグループ全員での本誌表紙出演、巻頭インタビュー出演権をかけての投票バトルに出場した。2025年4月21日をもってFES☆TIVEを卒業した。

## 人物

### 親類
- 曾祖父は石川島播磨重工業や東芝の社長を務め、両社の経営再建を果たした経団連元会長で“ミスター行革”土光敏夫[7]。いとこにFES☆TIVEメンバーの青葉ひなりがいる。青葉とは「いとこちゃんず。」としてYouTubeチャンネルを立ち上げた他、『FLASH』2021年3月1日号では青葉とのグラビア共演を実現している[2]。
- 家族は両親の他に姉と妹（3歳下[8]）がいる[7]。

### エピソード
- 芸能界に入ったきっかけは、芸能界にすごくキラキラしたものを感じていて、自分もこういう世界に入ってみたいと思った[9]。そこでアイドルオーディションを探して受けた結果、｢Tokyo Cheer② Party｣の4期生としてデビューをした。
- 性格はかなりのかまってちょうだいで寂しがり屋であり、相手にされないとすぐ感情が表に出てしまう。
- 自身の体のセールスポイントはお腹であり、お腹の出た衣装でライブすると、腹筋が割れているのが見えて、ファンの方に褒められる。
- 趣味は、昔ながらの駄菓子屋さんを調べてメモをする事である。
- 特技は、いっこく堂のものまねである[3]。
- 中学時代は陸上部に入っていた[3]。
- 好きな男性のタイプは、ちょっとの事でネチネチ言わず、すぐけんか腰にならなくて、大人な考えをする、優しくておしゃれでいい匂いがする人である。
- グラビアを始めたきっかけは、最初は親が反対をしたが、年齢を重ねていって、仕事の幅を広げる事も考えて挑戦してみたいと思った[9]。

## 出演

### 雑誌
- FLASH（光文社）
  - 2019年12月10日号グラビア「フレッシュアイドル幕末維新・うさぎ年の娘」[7]
  - 2021年3月1日号グラビア「青葉ひなり×土光瑠璃子 従姉妹（しんゆう）」[2]

### ラジオ
- るーのつぶらじ - 毎週木曜2:40 - 2:50（水曜深夜）(ラジオのアナ~ラジアナ内)(NACK5)(2020年4月-2025年4月)

### 舞台
- 劇団ドリームプリンセス「13月の女の子」（2017年1月25日 - 2月5日、新宿村LIVE）[注 3]